# Кулечиха
Кулечиха — река в России, протекает по Балаковскому и Пугачёвскому районам Саратовской области. Устье реки находится в 52 км по левому берегу реки Малый Иргиз. Длина реки составляет 38 км, площадь водосборного бассейна — 351 км².

## Данные водного реестра
По данным государственного водного реестра России относится к Нижневолжскому бассейновому округу, водохозяйственный участок реки — Малый Иргиз от истока и до устья. Речной бассейн реки — Волга от верхнего Куйбышевского водохранилища до впадения в Каспий.
Код объекта в государственном водном реестре — 11010001412112100009447.